# Mîhailiucika, Șepetivka
Mîhailiucika (în ucraineană Михайлючка) este localitatea de reședință a comunei Mîhailiucika din raionul Șepetivka, regiunea Hmelnîțkîi, Ucraina.

## Demografie
Componența lingvistică a localității Mîhailiucika
     Ucraineană (98,22%)
     Rusă (1,14%)
     Alte limbi (0,38%)
Conform recensământului din 2001, majoritatea populației localității Mîhailiucika era vorbitoare de ucraineană (98,22%), existând în minoritate și vorbitori de rusă (1,14%).